# Fadogiella
Fadogiella es un género con tres especies de plantas con flores perteneciente a la familia de las rubiáceas.
Es nativo del centro y este del África tropical.

## Taxonomía
El género fue descrito por Frans Hubert Edouard Arthur Walter Robyns y publicado en Bulletin du Jardin Botanique de l'État à Bruxelles 11: 94. 1928.

## Especies aceptadas
A continuación se brinda un listado de las especies del género Fadogiella aceptadas hasta mayo de 2015, ordenadas alfabéticamente. Para cada una se indica el nombre binomial seguido del autor, abreviado según las convenciones y usos.	
- Fadogiella cana (K.Schum.) Robyns (1928).
- Fadogiella rogersii (Wernham) Bridson (1996).
- Fadogiella stigmatoloba (K.Schum.) Robyns (1928).